# Марија Иванов
Марија Иванов (девојачко Смиљковић) српска је биолошкиња.
Рођена је 19.08.1989. године у Kрушевцу где је завршила Медицинску школу на смеру за фармацеутског техничара. На смеру за молекуларну биологију Биолошког факултета Универзитета у Београду дипломирала је 2012. године, а потом је на истом факултету завршила мастер и докторске студије.
Од октобра 2013. ангажована је на пројекту „Kарактеризација и примена метаболита гљива и утврђивање потенцијала нових биофунгицида”, као истраживач приправник, а од новембра 2016. године ангажовање је наставила као научна сарадница у Миколошкој лабораторији Института за биолошка истраживања „Синиша Станковић”. Објавила је преко 50 научно-истраживачких радова из области микологије, ботанике, микробиологије и молекуларне биологије. Њена истраживања су фокусирана првенствено на антимикробну активност нових агенаса и то са различитих аспеката, укључујући утицај потенцијалних нових терапеутика на сузбијање вируленције патогених микроорганизама.
Чланица је Српског друштва за молекуларну биологију, Биохемијског друштва Србије и Удружења микробиолога Србије. Добитница је националне стипендије „За жене у науци” за 2021. годину.